# Завалля (Кам'янець-Подільський район)
Зава́лля — село в Україні, у Жванецькій сільській громаді Кам'янець-Подільського району Хмельницької області.

## Назва
Село названо Заваллям через своє розташування біля старовинного валу.

## Географія
Село Завалля розташоване на лівому березі Збруча, за 25 кілометрів автодорогами від Кам’янця-Подільського. Через село протікає річка Потік Кізя, яка впадає в Збруч.

### Клімат
Завалля знаходяться в межах вологого континентального клімату із теплим літом, але діяльність людини призводить до зміни клімату та глобального потепління.
| Клімат Завалля            | Клімат Завалля | Клімат Завалля | Клімат Завалля | Клімат Завалля | Клімат Завалля | Клімат Завалля | Клімат Завалля | Клімат Завалля | Клімат Завалля | Клімат Завалля | Клімат Завалля | Клімат Завалля | Клімат Завалля |
| Показник                  | Січ.           | Лют.           | Бер.           | Квіт.          | Трав.          | Черв.          | Лип.           | Серп.          | Вер.           | Жовт.          | Лист.          | Груд.          | Рік            |
| Середній максимум, °C     | −0,7           | 1,1            | 6,5            | 15,0           | 20,8           | 23,8           | 24,8           | 24,3           | 20,4           | 14,1           | 6,8            | 1,7            | 13             |
| Середня температура, °C   | −4,1           | −2,4           | 2,3            | 9,6            | 15,2           | 18,4           | 19,6           | 18,9           | 15,0           | 9,3            | 3,6            | −1,3           | 8              |
| Середній мінімум, °C      | −7,5           | −5,9           | −1,8           | 4,2            | 9,6            | 13,0           | 14,4           | 13,5           | 9,7            | 4,6            | 0,4            | −4,2           | 4              |
| Норма опадів, мм          | 31             | 30             | 30             | 51             | 71             | 98             | 96             | 61             | 51             | 33             | 34             | 36             | 622            |
| ------------------------- | -------------- | -------------- | -------------- | -------------- | -------------- | -------------- | -------------- | -------------- | -------------- | -------------- | -------------- | -------------- | -------------- |
| Джерело: climate-data.org |                |                |                |                |                |                |                |                |                |                |                |                |                |

## Історія
У документах Завалля відоме з 16 століття. До 18 століття було містечком.
Згідно податкового реєстру 1565 року, містечко Завалля Подільського воєводства належало Язловецькому, який платив податок із дворів (сош) 7 злотих і від трьох плугів (с. 179).
1578 у Заваллі було 49 будинків і 245 мешканців.
Після турецького панування (1672—1699) Завалля у 18 столітті належало послідовно Коссаковським, Вельгорським, Конарським і Стажинським. Наприкінці 18 століття його придбав Фаустин Дверницький гербу Сас.
Перший поділ Польщі (1772) поділив завальський маєток на дві частини, причому за Збручем залишилося близько 200 десятин поля.
1818 власницею Завалля була полковниця Юліана Дверницька — родичка Юзефа Дверницького. Вона мала 292 селянина чоловічої статі.
Наприкінці XIX століття Заваллям володіли: пані Дверницька — 868 десятин (зокрема, 126 десятин лісу та 129 десятин непридатної землі), товариство селян — 520 десятин, церква — 43 десятини.
Внаслідок поразки визвольних змагань на початку XX століття, село надовго окуповане російсько-більшовицькими загарбниками. У селі проходив кордон до 1939 року по річці Збруч, так з 1 листопада 1926 по 1 листопада 1927 польські прикордонники затримали 9509 перебіжчиків із радянської сторони, люди тікали від радянських репресій, у зворотному напрямку, за той же період 745 осіб.
Радянська окупація принесла колективізацію та розкуркулення, мешканці села зазнали репресій.
В 1932–1933 селяни села пережили сталінський голодомор. Коли почався голод, усе більше людей намагалося втекти на правий берег річки Збруч. А там місцеві священники закликали селян збирати продукти для голодуючих з лівого берега.
По закінченню Другої світової війни у 1946—1947 роках мешканці села вчергове пережили голод. 1947 року жителі села масово ходили у села Тернопільської області міняти одяг та все, що мали, на зерно та інші продукти харчування, аби зберегти життя дітям.
З 24 серпня 1991 року село входить до складу незалежної України.
8 вересня 2017 року шляхом об'єднання сільських рад, село увійшло до складу Жванецької сільської громади. Об'єднання в громаду має створити умови для формування ефективної і відповідальної місцевої влади, яка зможе забезпечити комфортне та безпечне середовище для проживання людей.

## Церкви та школа

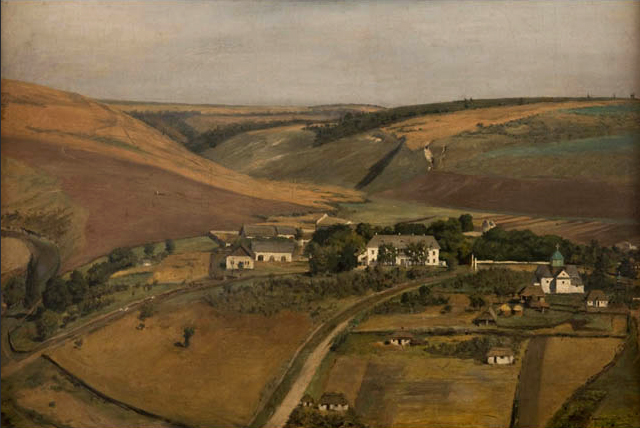
Адам Хмельовський. Завалля. 1883 рік

Уже 1565 у Заваллі була церква. У 18 столітті це була Свято-Миколаївська церква. Документ за 1739 рік засвідчує, що вона була дерев'яна, покрита соломою, стара. 1748 тут була вже нова церква, теж дерев'яна, з трьома банями. У 1775–1777 збудовано й 1779 освячено нову церкву — кам'яну, з однією банею, хрещату. Збудовано її здебільшого коштом місцевого священника Якова Рудницького. 1896 встановлено новий іконостас. Дзвіниця була дерев'яною, стояла окремо від церкви. В церкві були ризи (білі, шовкові), пожертвувані імператрицею Катериною II.
Будинок священника збудували 1847. Службові приміщення священника й псаломщика та будинок псаломщика збудували 1880 коштом поміщика.
Церковнопарафіяльна школа діяла з 1887. Вона розміщувалася в дерев'яному будинку, збудованому 1892 коштом селян за сприяння училищної ради.

## Пам'ятки природи

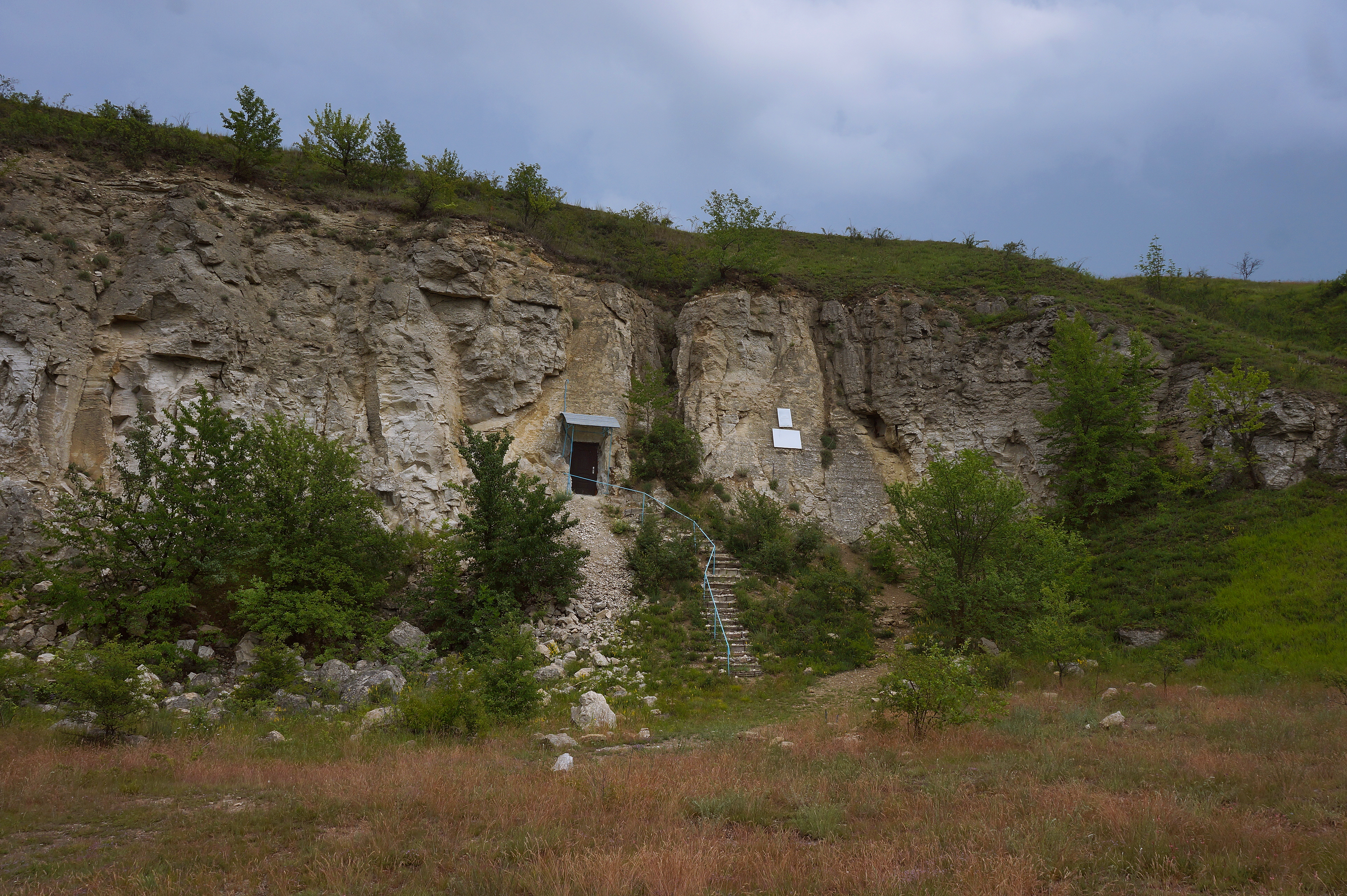
Печера Атлантида

Неподалік від села розташовані карстові печери — «Малишка-Киянка» та «Атлантида», яка за своєю красою є другою в Європі, вона охороняється законом, і перебування туристів в середині обмежена та дозволяється лише з інструктором, щоб запобігти руйнуванню цієї спелеологічної пам'ятки. На південний схід від села Завалля знаходиться розріз скальської серії силура.

## Населення
Населення становить 582 особи.

### Мова
У селі поширена південноподільська говірка, що належить до подільського говору, який своєю чергою належить до південно-західного наріччя.
100 % населення вказало своєю рідною мовою українську мову

## Туризм
- ХСК «Атлантида» — була створена 24 липня 2006 як некомерційна організація, основною метою якої є об'єднання людей, зацікавлених у розвитку спелеології і спелео-туризму, в розвідуванні, вивченні і охороні печер, популяризації здорового способу життя та зеленого туризму.[7]

## Відомі люди

### Народились
- Васильчук Іван Миколайович (2 липня 1957) — автор збірок «Відлуння розіп'ятих скель» (1993), «Сонети» (2002), «Полонений птах» (2003), «Над вічним плином» (2005), «Кам'янець. Вінок сонетів» (2005).
- Васильчук Сергій (1968 — 12 січня 2023) — український військовослужбовець, лейтенант управління розвідки, учасник АТО, отримав військові нагороди: орден «За мужність» ІІ ступеня, орден «За мужність» ІІІ ступеня, відомча медаль «За мужність при виконанні спецзавдань», медаль «За поранення» (важке).[8]

### Проживали, перебували
- Балан Олександр (20 червня 2000 — 11 грудня 2023) — український військовослужбовець, проживав у селі Завалля.[9]

## Охорона природи
Село лежить у межах національного природного парку «Подільські Товтри».

## Галерея

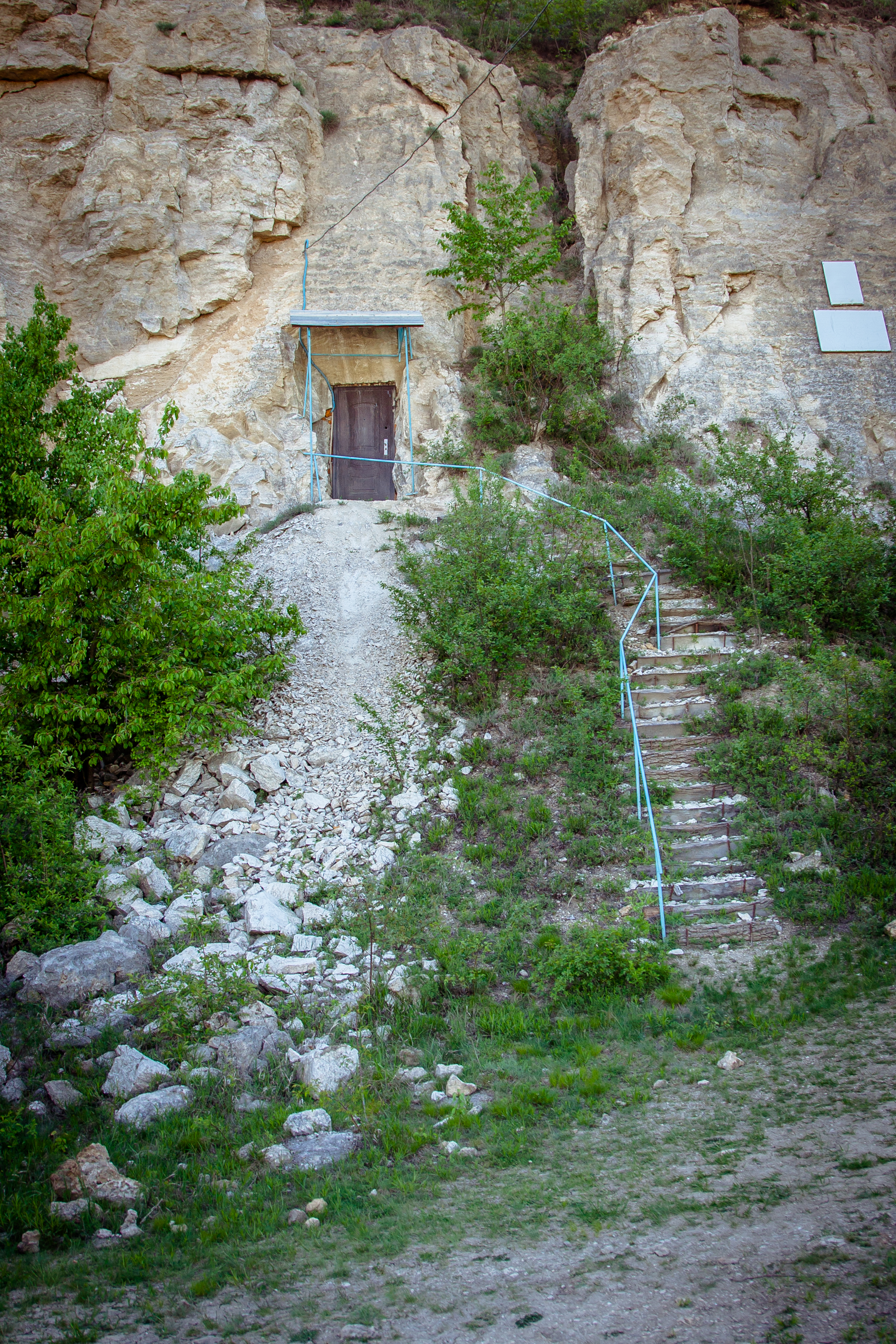
Дорога до входу в печеру
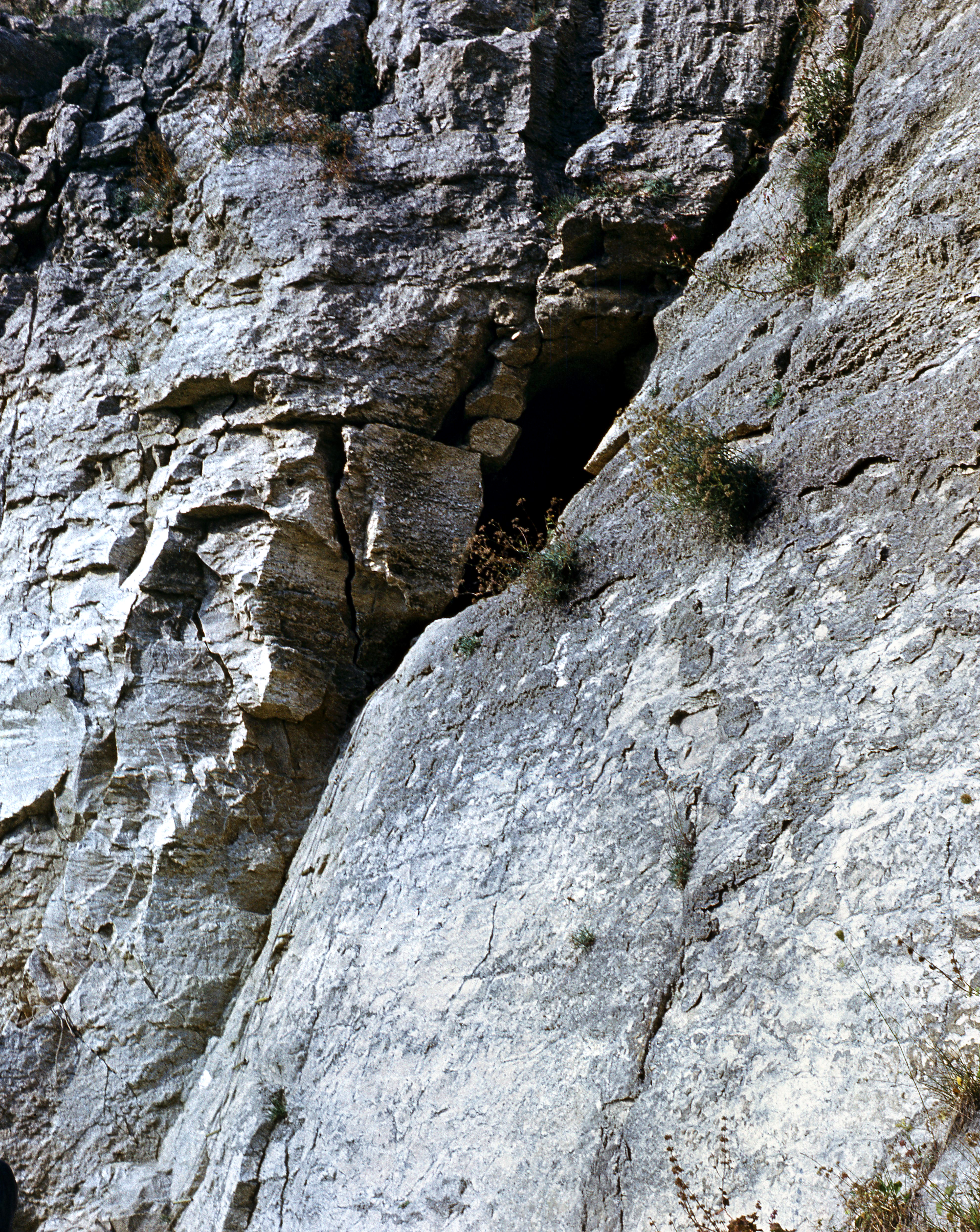
Печера Атлантида
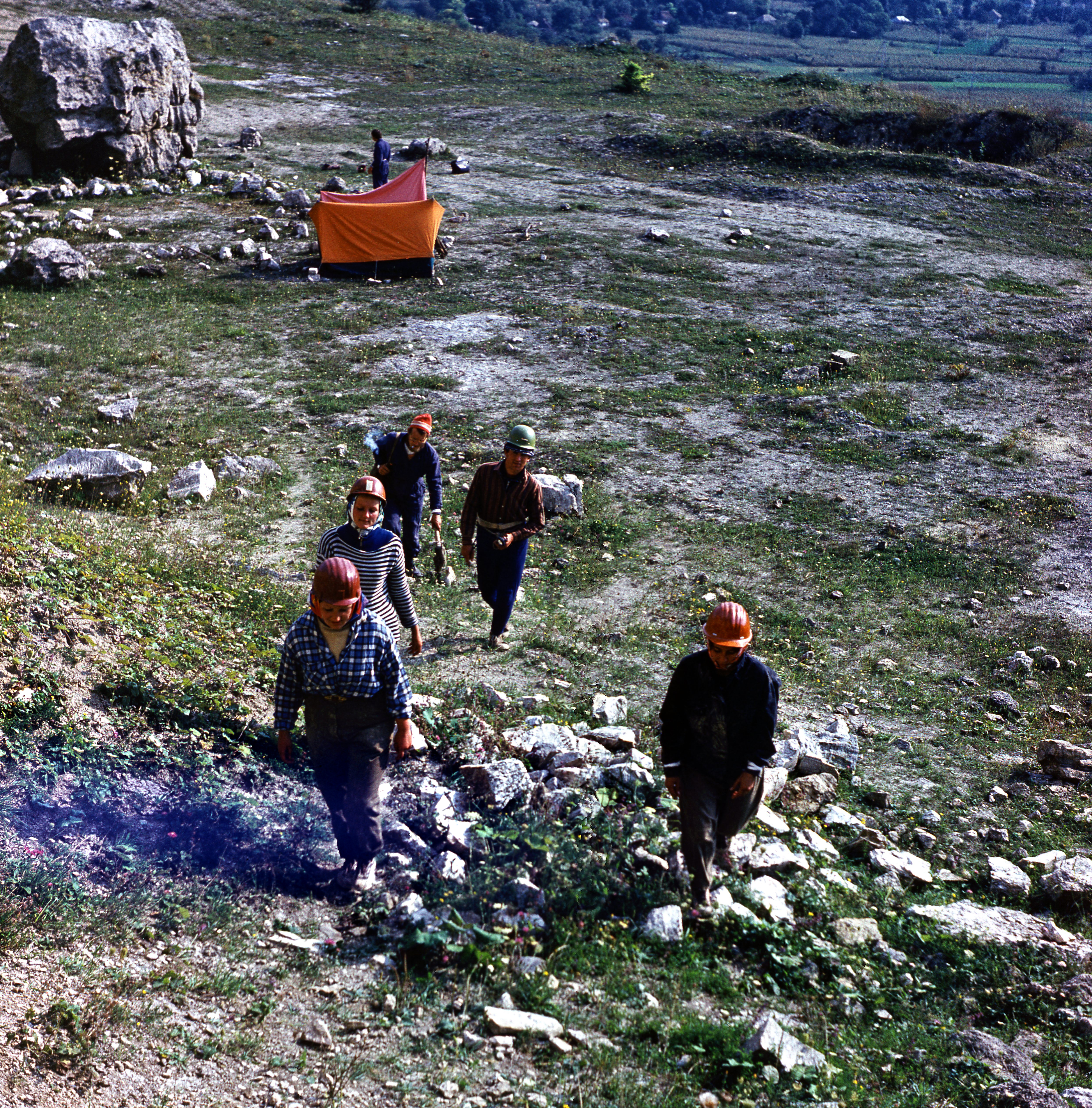
Поблизу села Завалля
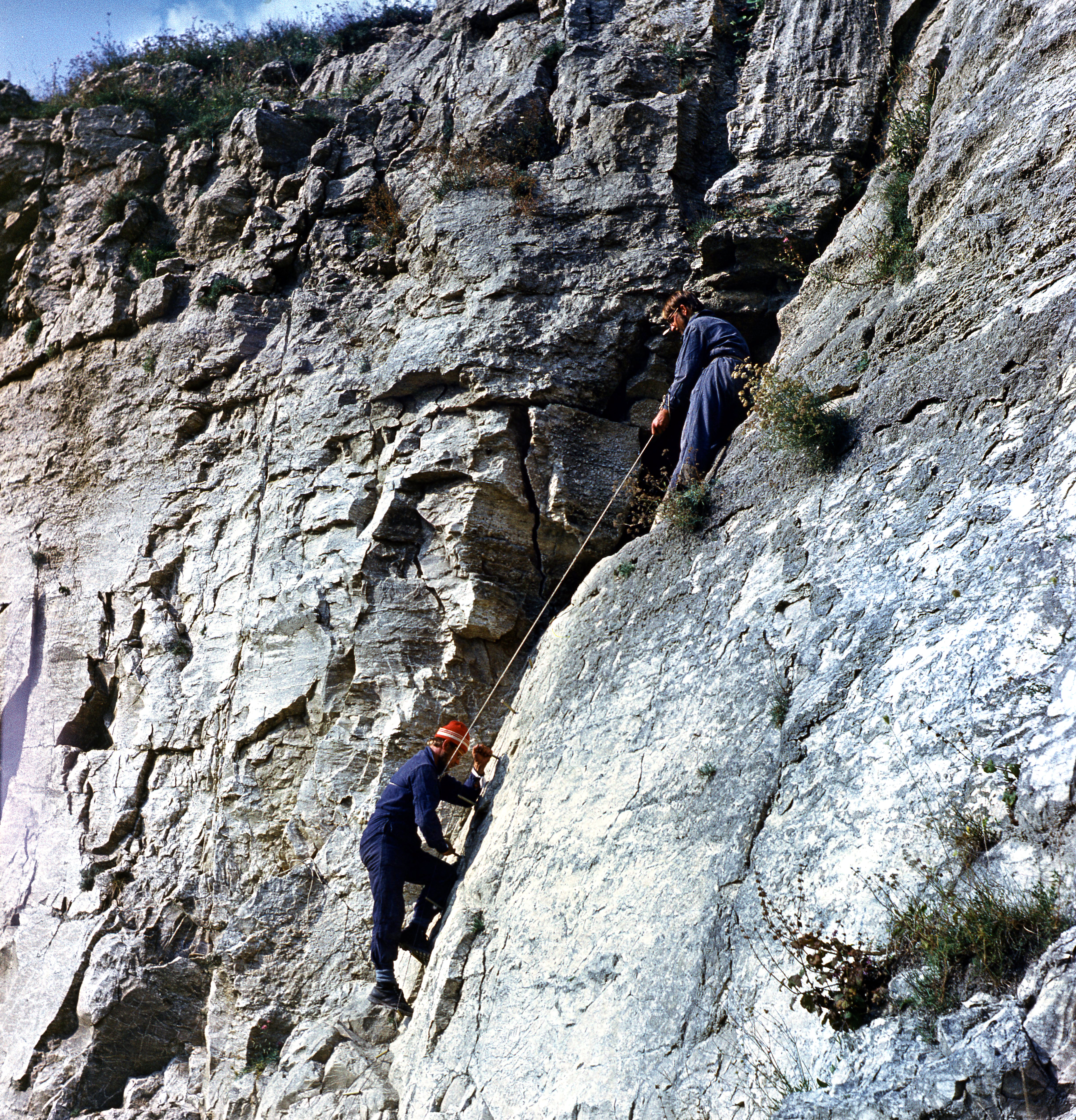
Печера Атлантида 2017 рік
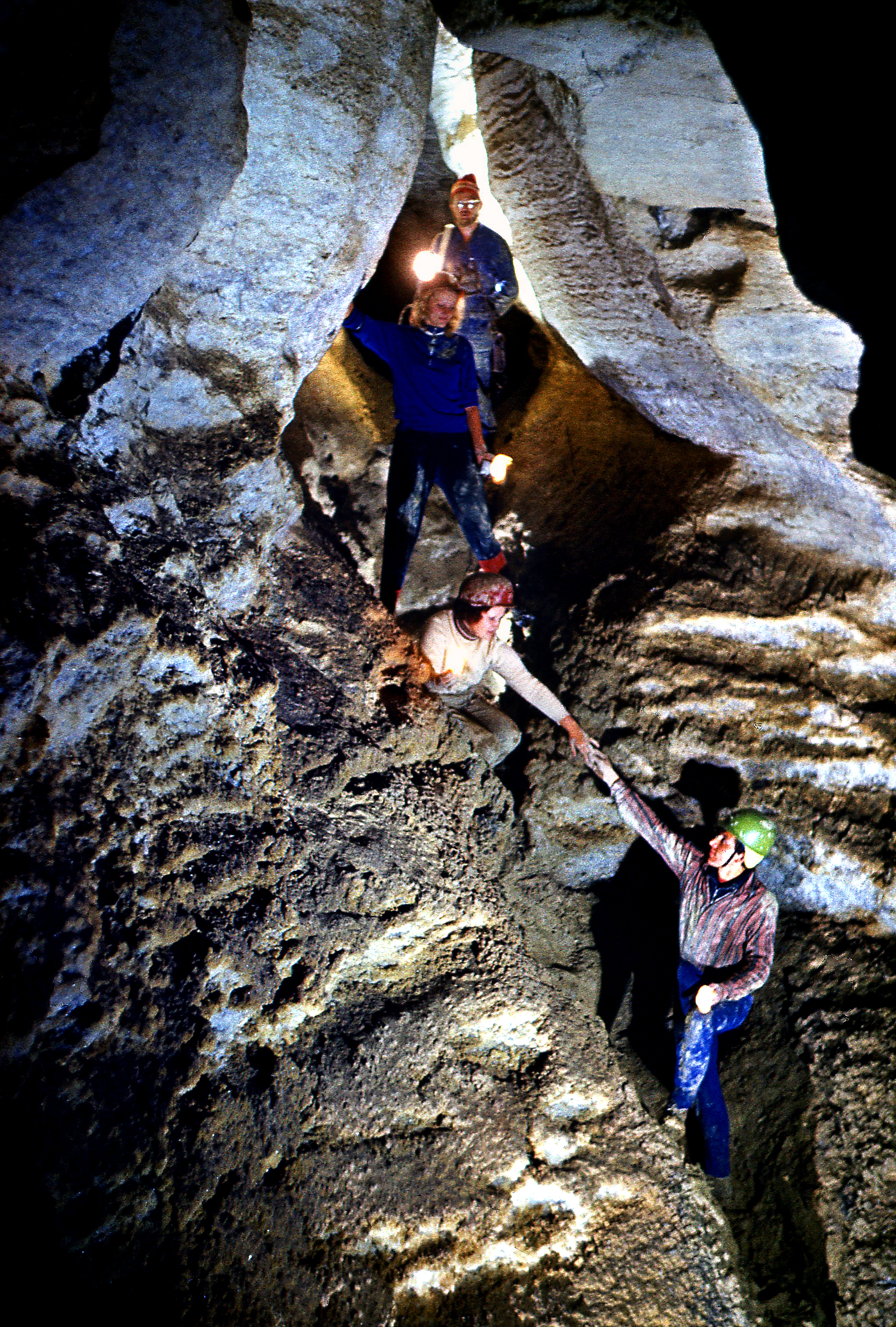
Печера Атлантида
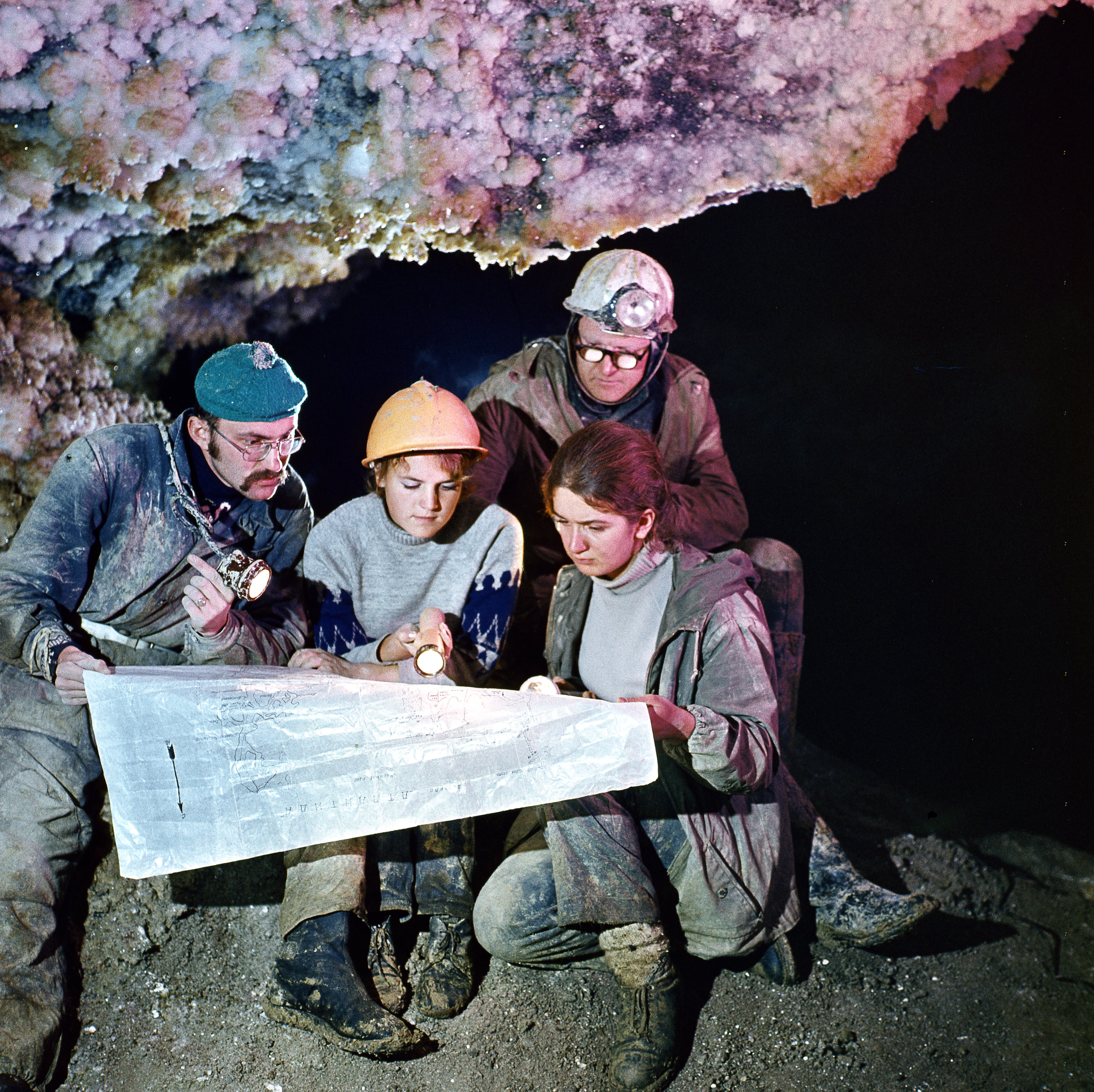
Печера Атлантида Кам'янець-Подільський район
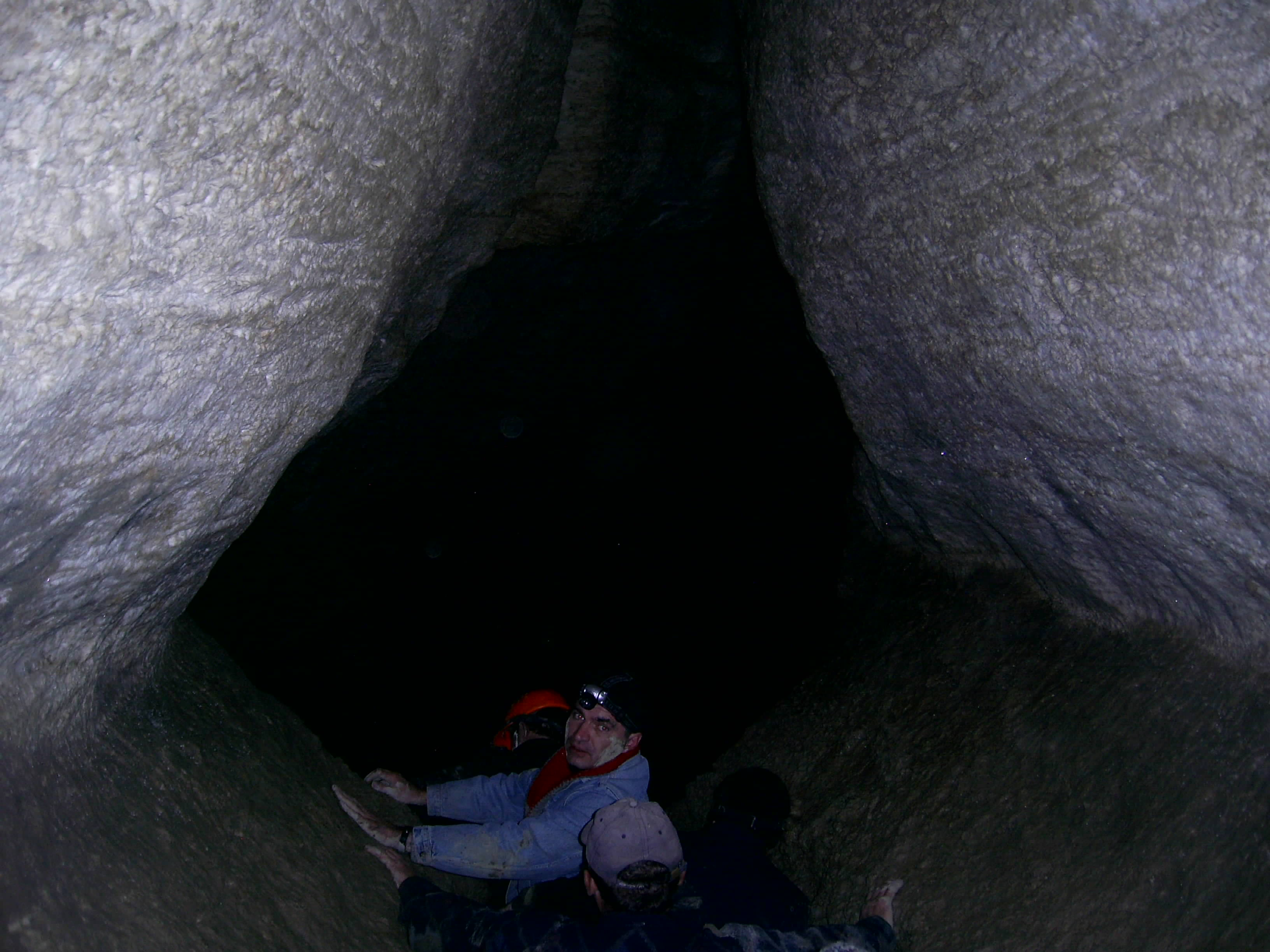
Всередині печери